# Hochheim (Nessetal)
Hochheim ist ein Ortsteil der Landgemeinde Nessetal im Landkreis Gotha.

## Geographie
Im nördlichen Teil des Gothaer Landes, im Städte-Dreieck zwischen Gotha, Bad Langensalza und Erfurt, befindet sich im fruchtbaren Nessetal die Gemeinde Hochheim. Der Ort liegt nahe der Bundesstraße 247 an den südlichen Ausläufern des Hainichs in etwa 269 bis 290 m Höhe ü. NN. Die Nachbarorte sind im Süden Goldbach, Westhausen im Osten, Wangenheim im Westen und Wiegleben im Norden.
Nördlich der Ortslage erstrecken sich Wiesen und Felder bis zum Wiegleber Holz sowie einem der größten Windparks in Thüringen. Die nördliche Hochheimer Flur ist auch Teil der Wasserscheide von Elbe und Weser. In den feuchten Niederungen am Südrand des Ortes fließt in westlicher Richtung die Nesse (der größte Nebenfluss der Hörsel). Hier errichteten Mönche im 15. Jahrhundert den künstlich geschaffenen Mühlgraben mit der dazugehörigen Rittermühle. An der westlichen Flurgrenze zu Wangenheim liegen der Tiefenbornsteich (Lage) und ein größeres Sumpfgebiet, die geschichtlich durchaus eine größere Bedeutung hatten.

## Geschichte

### Frühe Geschichte
Hochheim, teilweise auch „Loh-Hochheim“ genannt, wurde im Jahre 778 in einer Schenkungsurkunde an das Bistum Fulda erstmals urkundlich erwähnt.
In der Nähe des Tiefenbornsteiches wurden bei Sondierungsgrabungen in der Hochheimer Flur sowie der nahegelegenen Seefeldsiedlung bei Wangenheim mehrfach die Reste der Bandkeramikkultur freigelegt. Dort machten Archäologen auch den ältesten Goldfund Thüringens. Ebenso wurde eine römische Siedlung am Tiefenbornsteich archäologisch nachgewiesen.
Hochheim gehörte nach dem Erwerb vom Bistum Fulda durch die Herren von Wangenheim bis zur Aufhebung der Patrimonialgerichte Mitte des 19. Jahrhunderts zum Wangenheimschen Gericht im Herzogtum Sachsen-Gotha-Altenburg bzw. Sachsen-Coburg und Gotha. Im Ort hatten die Herren von Wangenheim und von Uechtritz Besitzungen.
Hochheim besaß auch ein größeres Schloss und zwei Rittergüter, von denen eines noch erhalten ist. Vom ehemaligen Schloss sind nur noch die Fundamente vorhanden, welche durch neue Bauwerke überdeckt sind. Urkundliche Erwähnungen berichten, dass noch im 16. Jahrhundert. die Kornschiffe des Bistums Fulda bis zum Oberlauf der Nesse auf Höhe Wangenheim und Haina die Getreidetribute der höher gelegenen Orte, wie Hochheim, eintrieben.

### Jüngere Geschichte
Hochheim wurde ohne größere Kampfhandlungen im April 1945 an die US-Truppen übergeben. Nach der Übernahme durch die sowjetischen Besatzer wurde das Kriegerdenkmal in den heutigen Friedhofsbereich verlegt, um es vor dem Abriss zu schützen.
Nach dem Ende des Zweiten Weltkrieges kamen zahlreiche Flüchtlinge aus den deutschen Ostgebieten Schlesien, Pommern, Sudetenland und Ostpreußen nach Hochheim. Auf den alten Gutshöfen wurde die LPG „Freier Bauer“ und später die KAP Nessetal gegründet.
Nach der politischen Wende und der Wiedervereinigung übernahm die Agrar-Genossenschaft Goldbach die Agrarflächen und den Viehbestand. Das Ortsbild wurde durch eine kluge Haushaltspolitik der tätigen Bürgermeister bis zum heutigen Tage auf Vordermann gebracht. Dazu wurde der Ort mit einer modernen Kanalisation ausgestattet und alle Straßen wurden saniert, ohne dass die Bürger dafür bezahlen mussten. Die Gemeinde ist heute schuldenfrei.
2015 konnte die St.-Nikolaus-Kirche nach zweijähriger Sanierungszeit wieder eingeweiht werden. Ebenso wie sie wurden der ehemalige Kindergarten in ein Bürgerhaus umgewandelt, die Schulküche, das Feuerwehrhaus und der Sportplatz saniert sowie ein Spielplatz gebaut.
Am 1. Januar 2019 wurden die zuvor selbständigen Gemeinden Hochheim, Ballstädt, Bufleben, Friedrichswerth, Goldbach, Haina, Brüheim, Remstädt, Wangenheim, Warza und Westhausen zur Landgemeinde Nessetal zusammengeschlossen. Hochheim war Mitglied der Verwaltungsgemeinschaft Mittleres Nessetal.

## Einwohnerentwicklung
Entwicklung der Einwohnerzahl (31. Dezember):
| - 1994 – 544 - 1995 – 545 - 1996 – 567 - 1997 – 567 - 1998 – 566 - 1999 – 562 | - 2000 – 557 - 2001 – 548 - 2002 – 546 - 2003 – 538 - 2004 – 516 - 2005 – 508 | - 2006 – 503 - 2007 – 488 - 2008 – 474 - 2009 – 480 - 2010 – 461 - 2011 – 476 | - 2012 – 478 - 2013 – 463 - 2014 – 458 - 2015 – 456 - 2016 – 437 - 2017 – 446 |

## Söhne Hochheims
Die beiden international bekanntesten Bürger von Hochheim sind Meister Eckart (* um 1260 in Hochheim; † am 30. April 1328 in Avignon) sowie Dominique Görlitz (* 1966):

### Meister Eckhart

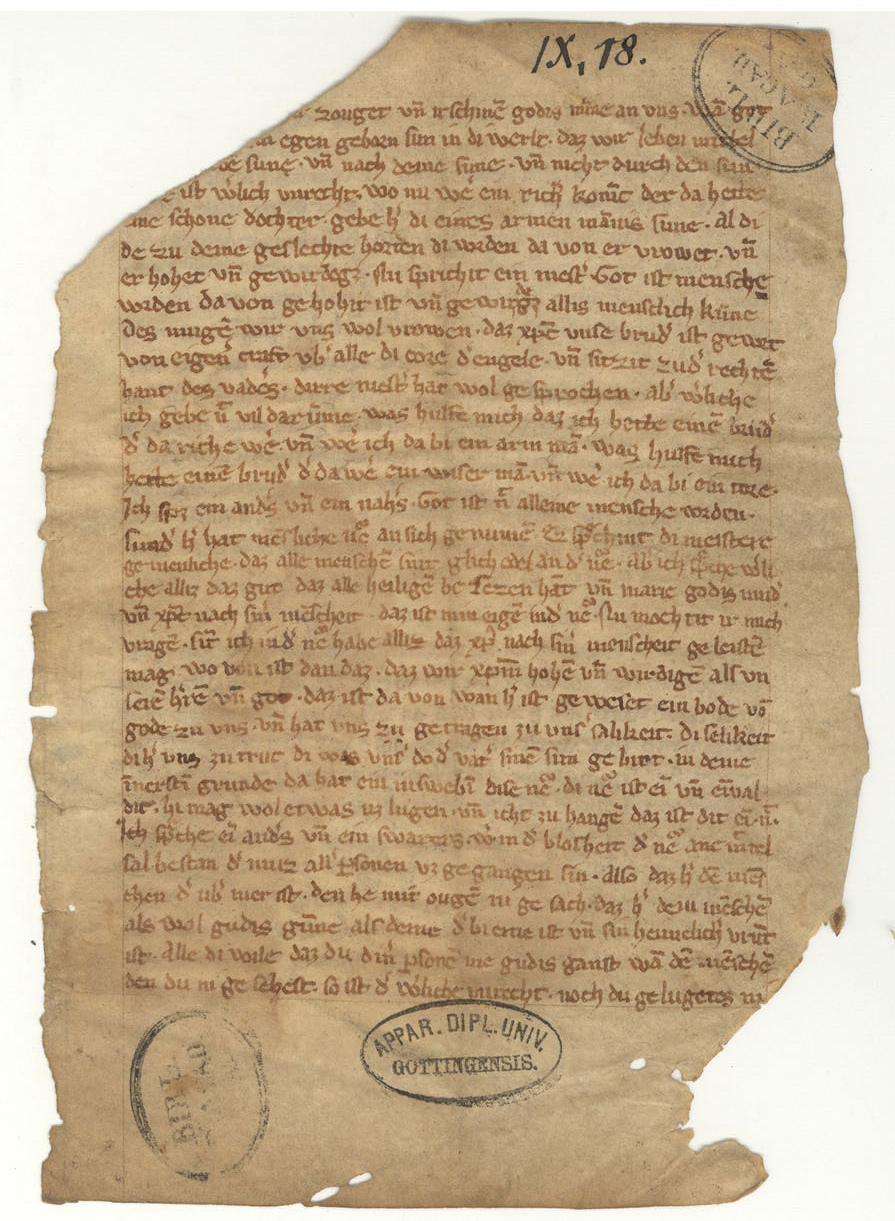
Fragment der Predigt von Meister Eckhart mit seinen Ausführungen über den 'Seelengrund' in einer zeitgenössischen Handschrift (Göttingen, Georg-August-Universität)

Eckhart von Hochheim (bekannt als Meister Eckhart, auch Eckehart) war ein einflussreicher spätmittelalterlicher Theologe und Philosoph. „Sein Hauptanliegen war die Verbreitung von Grundsätzen für eine konsequent spirituelle Lebenspraxis im Alltag. Aufsehen erregten seine unkonventionellen, teils provozierend formulierten Aussagen … Umstritten war beispielsweise seine Aussage, der ‚Seelengrund‘ sei nicht wie alles Geschöpfliche von Gott erschaffen, sondern göttlich und ungeschaffen.“ (Gert Weber 2015). Dies brachte ihm einen langjährigen Inquisitionsprozess ein, der schließlich am päpstlichen Hof in Avignon neu aufgerollt und zu Ende geführt wurde. Eckhart starb vor dem Abschluss des Verfahrens.
Eckharts Gedankengut hatte beträchtlichen Einfluss auf die spätmittelalterliche Spiritualität im deutschen und niederländischen Raum. Die religiösen Gedanken von Meister Eckhart dienten dem Künstler Gert Weber als Inspirationen zur Gestaltung des Kirchenfensters in Hochheim.

### Dominique Görlitz

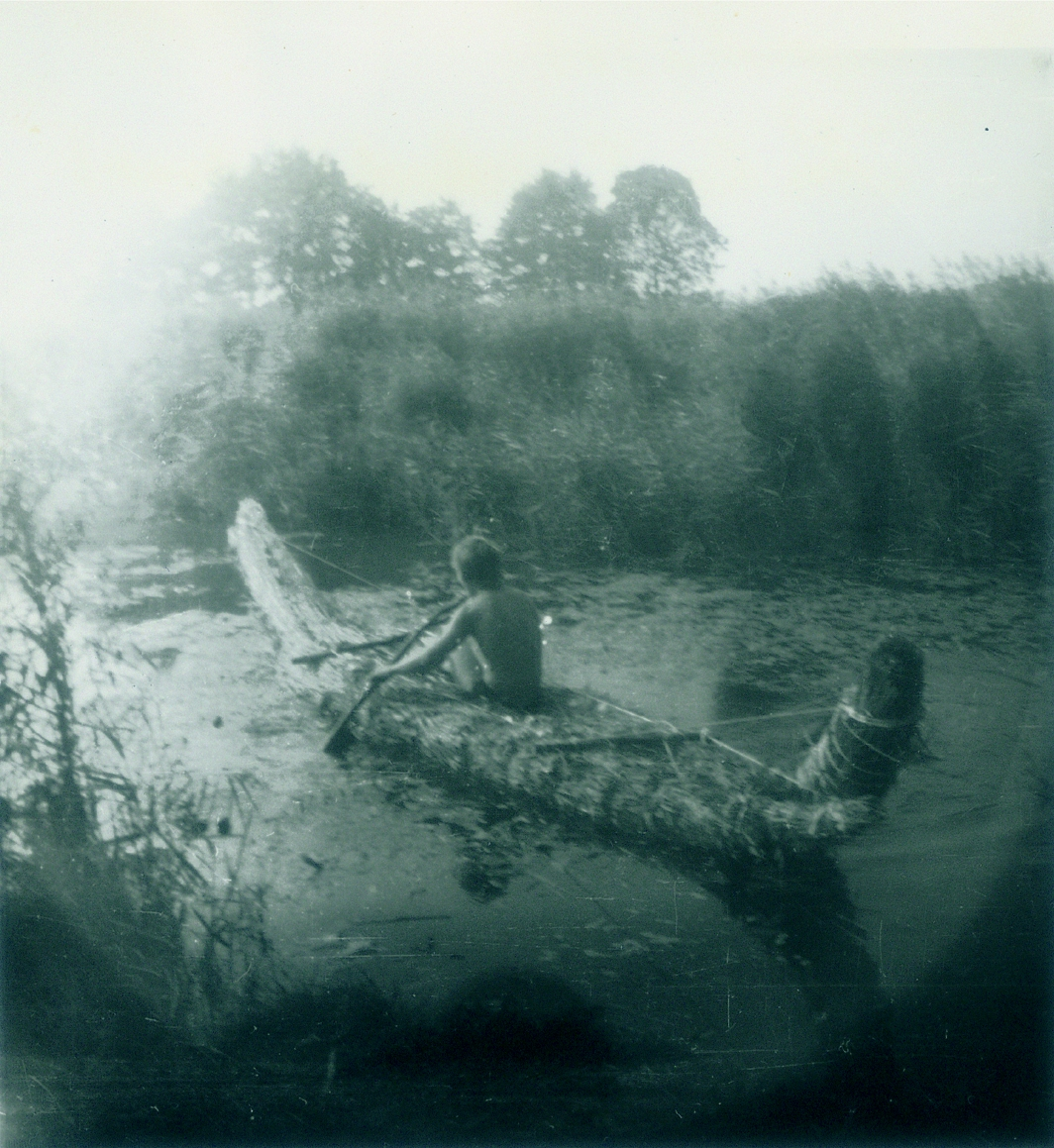
Der jugendliche Forscher Dominique Görlitz im Jahr 1983 in einem seiner ersten Eigenbauschilfboote auf der Nesse bei Hochheim

Dominique Görlitz (* 15. Juni 1966 in Gotha) ist ein thüringischer Experimentalarchäologe, Buchautor, Filmemacher und Vortragsredner. In seiner Heimatstadt Hochheim startete er in den frühen 1980er-Jahren seine ersten Experimente mit kleinen Schilfbooten nahe dem Tiefenbornteich. Bekannt wurde er später vor allem als „Steinzeit-Segler“ durch seine Abora (Expeditionen) über das Mittelmeer und den Atlantik. Damit setzt er das Werk des Norwegers Thor Heyerdahl fort. 2012 promovierte er an der Friedrich-Alexander-Universität Erlangen-Nürnberg im Fach Biogeographie. Als transdisziplinär orientierter Forscher arbeitet er auf vielen Fachgebieten. Gegenwärtig ist er als Postdoc an der Technischen Universität Dresden tätig.

## Kultur und Sehenswürdigkeiten

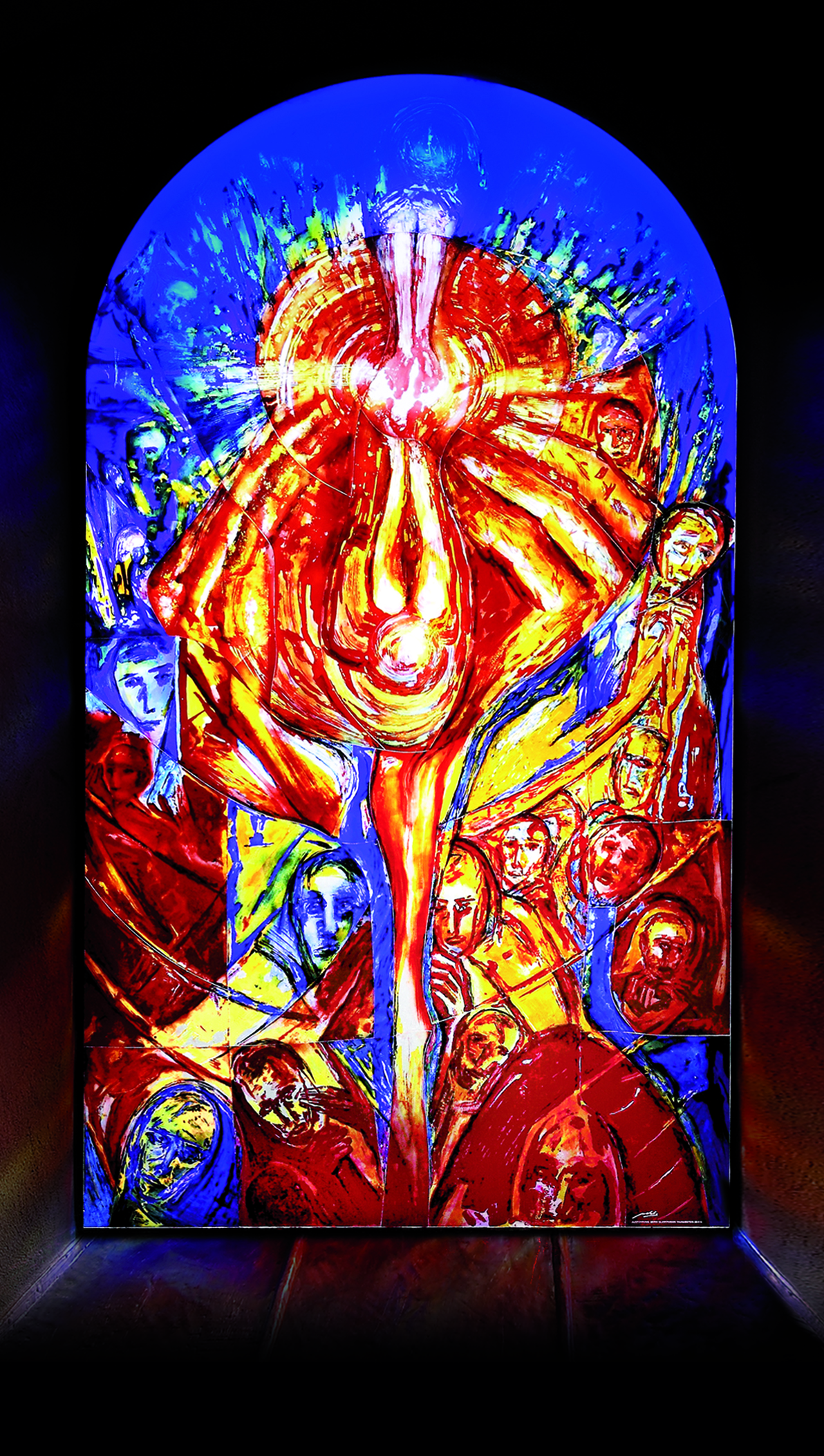
Chorfenster von Gert Weber in der St.-Nikolaus-Kirche „Gottesgeburt in der Menschenseele“ – die Theologie von Meister Eckhart inspirierte den Künstler zu seiner Gestaltung

### Kirche St. Nikolaus
Das Gebäude wurde im 15. Jahrhundert im spätgotischen Stil mit einem querrechteckigen Chorturm errichtet. Im Jahre 1411 gibt es die Ersterwähnung als Wallfahrtskirche. In den Jahren 1516, 1616, 1716 und 1856 erfolgten mehrere Umbauten. 1616 wurde ein Chor dem Langhaus angegliedert. Das Innere wurde durch mehrfache Umbauten im 18. und 19. Jahrhundert modernisiert, die heutige Fassung basiert auf der 1875 vorgenommenen Bauwerkssanierung. Im April 2015 wurde die Kirche mit ihrem neuen Chorfenster (siehe unten) nach umfänglichen Bauarbeiten festlich eingeweiht. Das wuchtige, romanische Taufbecken stammt vermutlich aus der Vorgängerkirche.
Geplante Arbeiten sind die Sanierung der Winterkirche, die Instandsetzung der vom Schwamm befallenen Sakristei und andere kleine Innenarbeiten am Mauerwerk.
Die Orgel stammt aus der Orgelbauerwerkstatt von Rudolf Böhm aus Gotha. Sie ist noch gut erhalten, original und erfuhr erst kürzlich kleinere Reparaturen.

#### Das Glasfenster „Gottesgeburt in der Menschenseele“
Auf Initiative des Frauenkreises der Kirchgemeinde Hochheim wurde ein farbiges Fensterbild zu Ehren von Meister Eckhart von Hochheim in Auftrag gegeben. Diese Frauen waren es auch, die mit dem Geldsammeln den finanziellen Grundstock für das Projekt legten. Doch es vergingen etliche Jahre, bis sich die Hochheimer den Wunsch nach diesem Kunstwerk im Chorraum der Kirche erfüllen konnten.
Für die künstlerische Gestaltung konnte der Maler Gert Weber aus Gräfenhain, Thüringen, gewonnen werden. In Kooperation mit dem international renommierten Glasstudio Derix aus Taunusstein konnte dieses technologisch außergewöhnliche Projekt realisiert werden. Die Einweihung war am 26. April 2015. Seitdem steht dieses bedeutende Kunstwerk allen Besuchern täglich von 10 bis 18 Uhr zur Besichtigung in der St.-Nikolaus-Kirche offen.

### Der Fanfarenzug Hochheim

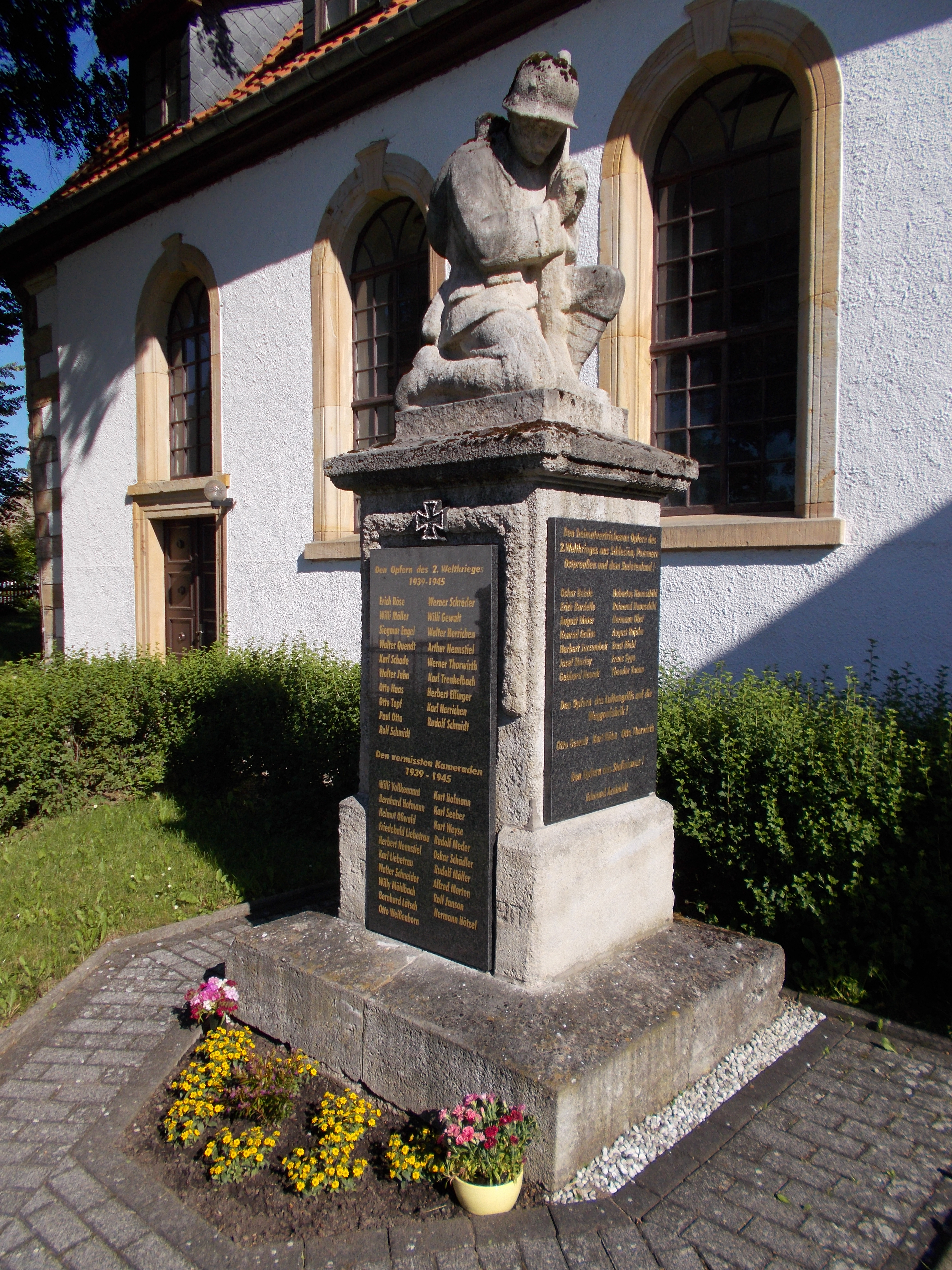
Anlässlich des 1225. Jubiläums des Ortes wurde das Kriegerdenkmal mit Spendengeldern der Bürger restauriert, es trägt die Namen der Gefallenen aus dem Ersten und Zweiten Weltkrieg sowie den Verfolgten des Stalinismus

Der Fanfarenzug Hochheim hat sich nach 25-jähriger Pause im Jahr 2007 neugegründet. Mühevoll beschaffte Rolf Janson in privater Initiative neue Instrumente und fing mit den alten Spielern wieder an. Seit dieser Zeit hat sich der Verein permanent weiter entwickelt und sein musikalisches Repertoire erweitert. Er hat z. B. einige Stücke mit Dudelsack im Spielplan. Ein Fanfarenzug mit über 50 % Kinderanteil zusammen mit einem Dudelsackspieler – diese Kombination ist in Deutschland einmalig.

### SV Blauweiss Goldbach/Hochheim e.V.
Der Handball ist Hochheims Volkssport seit der Gründung des Sportvereins „Eintracht 1947“. Anders als heute war Handball damals Großfeldhandball und wurde fast ausschließlich als Freiluftsport betrieben. Zur Erinnerung: Gespielt wurde damals auf Fußballtore. Der Torraumkreis betrug 13 m, Strafwurf gab es aus 14 m Entfernung und die Freiwurflinie war 19 m vom Tor entfernt.
Bereits 1965 schloss sich Eintracht Hochheim mit dem Goldbacher Handball Verein SV Blauweiss Goldbach/Hochheim zusammen. In den ersten Jahrzehnten des Vereins errang er mehrfach den Bezirksmeistertitel. 1987 trennte man sich der Gesamtverein erstmals wieder in die beiden Ortsvereine. Nach der Wende fusionierten beide Vereine wieder im Jahr 1998. Zwischen 2014 und 2015 schloss man sich mit den Handballern von Gotha zusammen. Seit 2016 gehen die Handballer vom SV Blauweiss Goldbach/Hochheim wieder getrennte Wege. Über mehr als vier Jahrzehnte machte sich Winfried Wagner um den Handballsport in Hochheim verdient. Über viele Generationen widmete er sich dem sportlichen Nachwuchs Hochheims und der benachbarten Dörfer. Heute kümmern sich sein Sohn Andreas Wagner und die Goldbacherin Frau Guter um die Nachwuchsförderung.

### Das Kriegerdenkmal
Das Kriegerdenkmal wurde 1871 nach dem Deutsch-Französischen Krieg gefertigt. Allerdings wurden dort bis 2004 nur die Gefallenen des Ersten Weltkrieges geehrt. Anlässlich des 1225-jährigen Jubiläums des Ortes wurde das Kriegerdenkmal durch die Bürger und deren Spenden umfassend restauriert. Die Gefallenen und die Vermissten des Zweiten Weltkrieges sowie die Verfolgten des Stalinismus wurden nun auch namentlich erwähnt. Selbst die gefallenen Väter und Brüder aus Schlesien, Pommern und den anderen deutschen Ostgebieten, deren Angehörige nach Hochheim kamen, finden hier ihr ehrendes Gedenken.

## Windkraftanlagen
Hochheim gehört zum Windpark Wangenheim-Hochheim-Westhausen-Ballstädt, dem größten seiner Art in Thüringen, der zusammen mit den Wieglebener Windrädern über 60 Windkraftanlagen umfasst. Gegen einen geplanten Ausbau gab es im Jahr 2011 Widerstand aus der Bevölkerung. Die künftige Erweiterung des Windparks soll nun lediglich in kleinen Schritten erfolgen, und seine Leistung auch durch ‚Re-Powering‘ (Ersetzen alter gegen neue und leistungsstärkere Anlagen) weiter erhöht werden.